# 阿非利卡人，吾等同胞
《阿非利卡人，吾等同胞》（[afriˈkɑːnərs ˈlant.χənuətə]）是南非的南非語民謠，沿用德国國歌《德意志之歌》的曲調，且為《德意志之歌》的不準確的譯文。《阿非利卡人，吾等同胞》由尼科·霍夫邁爾作詞，並參與南非聯邦的南非語國歌（雙國歌之一，另一國歌為《天佑吾皇》）地位的競爭，惟最終不敵《南非的呼唤》。

## 歷史
自南非聯邦成立伊始，阿非利卡人一直反對《天佑吾皇》作為南非聯邦的唯一官方國歌，然而他們並未產生復用前波耳人共和國國歌的想法。因此，真阿非利卡人會舉辦創作南非語國歌的比賽。最初獲青睞的歌曲是《桌山所起》（Waar Tafelberg begin），惟後來真阿非利卡人會仍決定提議將《阿非利卡人，吾等同胞》設為南非雙國歌之一。雖然此舉隨著《南非的呼喚》於1938年獲選為雙國歌之一而失敗，《阿非利卡人，吾等同胞》仍作為非官方國歌而流行。
《阿非利卡人，吾等同胞》此後作為南非語民謠繼續流行，而時任南非國家總統弗雷德里克·威廉·戴克拉克於國會宣告終結種族隔離政策時亦有演唱《阿非利卡人，吾等同胞》。

## 歌詞
《阿非利卡人，吾等同胞》的首段著重於阿非利卡人對南非與南非語的忠誠；次段重申阿非利卡人對作為阿非利卡人文化的一部分的南非語的忠誠，並同時對阿非利卡人婦女有所提及；末段則與《德意志之歌》末段同樣呼籲南非保持“統一、正義與自由”。